# Pardosa kronestedti
Pardosa kronestedti är en spindelart som beskrevs av Song, Zhang och Zhu 2002. Pardosa kronestedti ingår i släktet Pardosa och familjen vargspindlar. Inga underarter finns listade i Catalogue of Life.